# Waikare Lacus
Il Waikare Lacus è una struttura geologica della superficie di Titano.